# Robert Houdet
Pour les articles homonymes, voir Houdet.
Robert Gustave Émile Houdet, né le 12 janvier 1905 dans le 2e arrondissement de Paris et mort le 27 février 1989 à Avranches, est un joueur français de rugby à XV de 1,75 m pour 75 kg, ayant occupé le poste de trois-quarts aile droit en sélection nationale et au Stade français.

## Biographie
Robert Houdet est le fils de Georges Houdet, joailler, et de Anne Suzanne Hurault.

## Palmarès
- 10 sélections en équipe de France, de 1927 à 1930
- Participation au Tournoi des Cinq Nations à 4 reprises, en 1927, 1928, 1929 et 1930
- 2e du tournoi des 5 nations en 1930
- Vainqueur pour la 1re fois du pays de Galles en 1928
- Vice-champion de France en 1927[2]